# Lokavibhâga
Le Lokavibhâga est un traité de cosmologie jaïn du Ve siècle connu pour son utilisation du zéro dans l'énonciation positionnelle des nombres.
Il témoigne de l'usage des symboles numériques sanskrits par les lettrés indiens avant même l'époque d'Aryabhata,.
Le texte emploie en particulier le mot shunya (vide) ainsi que les mots gagana et ambara (ciel) pour désigner le zéro dans l'écriture des nombres.
Les ascètes jaïns étaient amenés à faire d'énormes calculs. En effet, la philosophie jaïne qui conçoit l'univers comme infini, sans début ni fin, conduit à des recherches poussées sur les concepts d'espace, de temps et de matière ; les mathématiciens jaïns distinguent par exemple cinq catégories d'infini.
Sarvanandi, l'auteur du Lokavibhâga, est un moine jaïn de tradition Digambara.
Le titre Lokavibhâga signifie « Parties de l'univers ». Rédigé en prâkrit, à Patalika — une ville sans doute proche de la rivière Yamuna —, le texte porte une date précise correspondant au 25 août 458 du calendrier julien, mais il ne nous est parvenu que dans une traduction ultérieure en sanskrit due à un autre moine jaïn appelé Siṃhasūri.